# Kampenhout-Sas
Kampenhout-Sas is een buurt en tevens sluizencomplex op het grondgebied van de gemeente Kampenhout in de Belgische provincie Vlaams-Brabant. Het was tussen de 19de eeuw en midden 20ste eeuw een handelscentrum dat toegang had tot het kanaal Leuven-Dijle en het verkeersknooppunt tussen de N26 Mechelen-Leuven en de N21 Haacht-Brussel.

## Geschiedenis
De leefgemeenschap aan Kampenhout-Sas, gelegen aan een knooppunt van wegen, groeide in de 19de eeuw uit tot een belangrijk handelscentrum met een kleine lokale haven. Verschillende handelaars hadden er hun vestigingen en verkochten er steenkool, graan, meststoffen, bouwmaterialen en hout. Er vestigden zich verscheidene herbergen met namen als Sashuis, In de Welkom, A la vue du Canal, Bij den Sassenier Koekelkoren en In den Gulden Karpel. De lokale haven was belangrijk voor de uitvoer van witte steen afkomstig uit de steengroeven van Midden-Brabant. De witte steen uit Steenokkerzeel en Erps-Kwerps werd via Kampenhout-Sas hoofdzakelijk naar Nederland uitgevoerd, ter versteviging van de dijken.

### Eerste Wereldoorlog
Tijdens de Eerste Wereldoorlog was de streek rond Kampenhout-Sas in augustus 1914 het toneel van hevige gevechten tussen het Duitse invasieleger en de Belgische strijdkrachten. De Duitsers konden zich hergroeperen nabij het sas, herstelden de vernielde brug en staken omstreeks 9 september 1914 het kanaal over om de Belgen terug te dringen via Keerbergen, Putte naar Lier. Alle huizen in de omgeving van Kampenhout-Sas waren verwoest en het gehucht Relst werd totaal van de kaart geveegd.

### Tweede Wereldoorlog
De brug van Kampenhout-Sas werd in mei 1940 andermaal opgeblazen door de geallieerden om de Duitse opmars te vertragen. De Duitse bezetter herstelde de brug in 1943 en maakte er een houten draaibrug van.

### Naoorlogse periode
In 1946 werd beslist om de houten draaibrug te vervangen door een vaste metalen brug, waardoor het wegdek 14 meter boven het waterpeil kwam te liggen. In 1959 werd een eerste voorstel uitgewerkt voor de bouw van een nieuwe brug. In 1960 werd de tramlijn langs Kampenhout-Sas afgeschaft en vervangen door een lijnbus, waardoor de wijk Kampenhout-Sas meer en meer in verval geraakte. Anno 2002 werden 25 huizen onteigend en in februari 2002 startten de afbraakwerkzaamheden voor de bouw van een nieuw bruggencomplex, een overdekt busstation en een carpoolparking. Op vrijdag 27 augustus 2004 werd de nieuwe brug aan Kampenhout-Sas ingehuldigd.

### Binnenscheepvaart - Pleziervaart
Het kanaal dat langs Kampenhout-Sas passeert is 30 km lang en loopt vanuit Leuven via Mechelen tot aan het Zennegat waar de verbinding met de Beneden Dijle tot stand komt.
Het kanaal telt vijf sluizen, waarvan één aan Kampenhout-Sas.
Vlak bij de sluis van Kampenhout bevindt zich een kleine jachthaven voor de pleziervaart, "Jachtclub het Sas". Er is plaats voor een zestiental jachten.

### Verbrandingsoven
In maart 2008 doken plannen op van een privé-firma om op deze locatie een afvalverbrandingsoven te bouwen met een capaciteit van 150.000 ton per jaar. Het project stootte vrijwel meteen op zwaar protest van de omwonenden die vrezen voor negatieve effecten voor de leefbaarheid in de omgeving. Zij richtten de actiecomités "Stop de Oven" en "Kampenhout-Sas Ademt" op.

### Veilingsite
Van 1960 tot 2017 bevond zich een BelOrta-witloofveiling in de zuidelijke hoek van de zuidelijke rotonde. Sindsdien zijn er geregeld plannen voor een nieuwe ontwikkeling op deze locatie, waaronder mogelijks een zwembad. In 2021-2022 heeft de veilingsite dienst gedaan als vaccinatiecentrum.